# Epiactis fernaldi
Epiactis fernaldi is een zeeanemonensoort uit de familie Actiniidae.
Epiactis fernaldi is voor het eerst wetenschappelijk beschreven door Fautin & Chia in 1986.